# Mats Einarsson
Mats Johan Einarsson, född 21 januari 1960 i Östra Fågelviks församling, Värmlands län, är en svensk politiker (vänsterpartist). Han var ordinarie riksdagsledamot 1998–2006 (även tjänstgörande ersättare 2007–2008), invald för Stockholms kommuns valkrets (1998–2002 och 2007–2008) respektive Stockholms läns valkrets (2002–2006).
I riksdagen var han ledamot i konstitutionsutskottet 1998–2006 och ledamot i Europarådets svenska delegation 2002. Han var även suppleant i civilutskottet, EU-nämnden, försvarsutskottet, konstitutionsutskottet, sammansatta konstitutions- och utrikesutskottet, besvärsnämnden och Europarådets svenska delegation. Under perioden 26 september 2007–15 februari 2008 var Einarsson tjänstgörande ersättare i riksdagen för Pernilla Zethraeus.
Som riksdagsledamot var Einarsson ledamot i Grundlagsutredningen (2004–2008). På uppdrag av Republikanska föreningen skrev han senare ett förslag till en svensk republikansk författning, ...bara ett penndrag (2012). Han var ledamot i Republikanska föreningens styrelse 2001–2007.
Einarsson är sedan 1989 ledamot av kommunfullmäktige i Botkyrka kommun. Han var ordförande i tekniska nämnden 2007–2010 och från 2011 i socialnämnden. Han var ledamot av Vänsterpartiets partistyrelse 1996–2016 och har även ingått i dess verkställande utskott.